# NGC 5695
NGC 5695 est une galaxie spirale barrée située dans la constellation du Bouvier. Sa vitesse par rapport au fond diffus cosmologique est de 4 400 ± 11 km/s, ce qui correspond à une distance de Hubble de 64,9 ± 4,6 Mpc (∼212 millions d'al). NGC 5695 a été découverte par l'astronome germano-britannique William Herschel en 1785.
NGC 5695 présente une large raie HI et c'est une galaxie active de type Seyfert 2.
NGC 5695 est une galaxie dont le noyau brille dans le domaine de l'ultraviolet. Elle est inscrite dans le catalogue de Markarian sous la cote Mrk 686 (MK 686).
À ce jour, trois mesures non basées sur le décalage vers le rouge (redshift) donnent une distance de 51,433 ± 0,379 Mpc (∼168 millions d'al), ce qui est à l'extérieur des valeurs de la distance de Hubble. Notons que c'est avec la valeur moyenne des mesures indépendantes, lorsqu'elles existent, que la base de données NASA/IPAC calcule le diamètre d'une galaxie et qu'en conséquence le diamètre de NGC 5695 pourrait être d'environ 30,2 kpc (∼98 500 al) si on utilisait la distance de Hubble pour le calculer.

## Trou noir supermassif
Une étude réalisée  en 2007 auprès de 90 galaxies de type Seyfert 2 utilisant la dispersion des vitesses a permis d'estimer la masse des trous noirs supermassifs centraux de celles-ci. Pour NGC 5695, la masse du trou noir est égale à 36,3 × 106 {\displaystyle M_{\odot }} (107,56).
Selon une autre étude publiée en 2009 et basée sur la vitesse interne de la galaxie mesurée par le télescope spatial Hubble, la masse du trou noir supermassif au centre de NGC 5695 serait comprise entre 51 millions et 220 millions de {\displaystyle M_{\odot }}.

## Groupe de NGC 5675
Selon A. M. Garcia, NGC 5695 fait partie d'un trio de galaxies, le groupe de NGC 5675. L'autre galaxie du trio est NGC 5684.
Abraham Mahtessian mentionne aussi ce trio avec les mêmes galaxies.